# Abdra
Abdra je maleni biljni rod iz porodice krstašica. Sastoji se od dvije vrste raširene po Sjevernoj Americi (SAD).

## Vrste
1. Abdra aprica (Beadle) Al-Shehbaz, M.Koch & Jordon-Thaden
2. Abdra brachycarpa (Nutt.) Greene